# Nanosatèl·lit

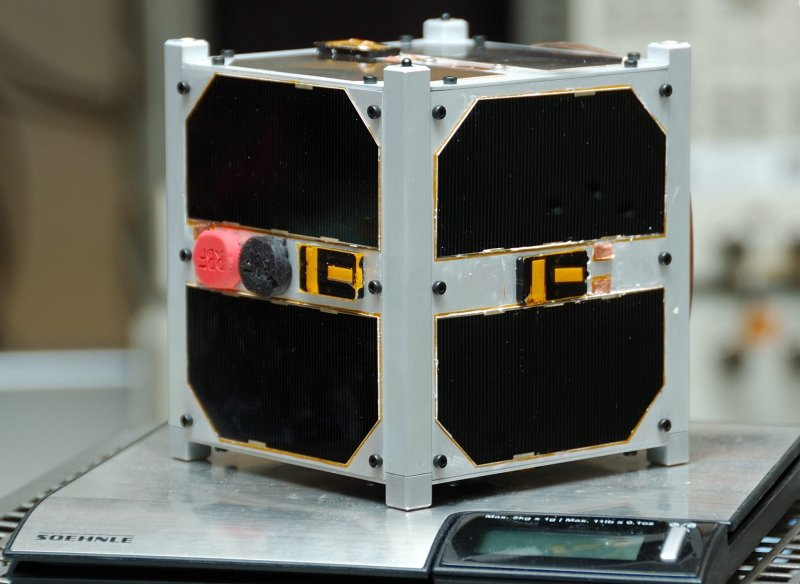
ESTCube-1 1U CubeSat

Un Nanosatèl·lit, satèl·lit miniaturitzat o satèl·lit petit és un satèl·lit de poca massa i mida, generalment inferior a 1,200 kg (2,600 lb). Tot i que tots aquests satèl·lits es poden denominar "petits", s'utilitzen diferents classificacions per categoritzar-los en funció de la massa. Els satèl·lits es poden construir petits per reduir el gran cost econòmic dels vehicles de llançament i els costos associats a la construcció. Els satèl·lits en miniatura, especialment en gran nombre, poden ser més útils que uns quants més grans per a alguns propòsits, com ara la recopilació de dades científiques i la retransmissió del senyal de ràdio. Els reptes tècnics en la construcció de petits satèl·lits poden incloure la manca d'emmagatzematge d'energia suficient o d'espai per a un sistema de propulsió.

## Justificacions
| Nom del grup          | Massa (kg)    |
| --------------------- | ------------- |
| Satèl·lit extra pesat | > 7.000       |
| Satèl·lit pesat       | 5.001 a 7.000 |
| Gran satèl·lit        | 4.201 a 5.000 |
| Satèl·lit intermedi   | 2.501 a 4.200 |
| Satèl·lit mitjà       | 1.201 a 2.500 |
| Petit satèl·lit       | 601 a 1.200   |
| Mini satèl·lit        | 201 a 600     |
| Micro satèl·lit       | 11 a 200      |
| Nano satèl·lit        | 1.1 a 10      |
| Pico satèl·lit        | 0,1 a 1       |
| Femto satèl·lit       | <0,1          |

Una raó per a la miniaturització dels satèl·lits és reduir el cost; els satèl·lits més pesats requereixen coets més grans amb una major empenta que també tenen un major cost de finançament. En canvi, els satèl·lits més petits i lleugers requereixen vehicles de llançament més petits i econòmics i de vegades es poden llançar en múltiples. També es poden llançar "piggyback", utilitzant l'excés de capacitat en vehicles de llançament més grans. Els satèl·lits miniaturitzats permeten dissenys més barats i la facilitat de producció en massa.
Un altre motiu important per desenvolupar petits satèl·lits és l'oportunitat de permetre missions que un satèl·lit més gran no podria realitzar, com ara:
- Constel·lacions per a comunicacions de baixa velocitat de dades
- Ús de formacions per recopilar dades de diversos punts
- Inspecció en òrbita de satèl·lits més grans
- Recerca relacionada amb la universitat
- Prova o qualifica el nou maquinari abans d'utilitzar-lo en una nau espacial més cara

## Història

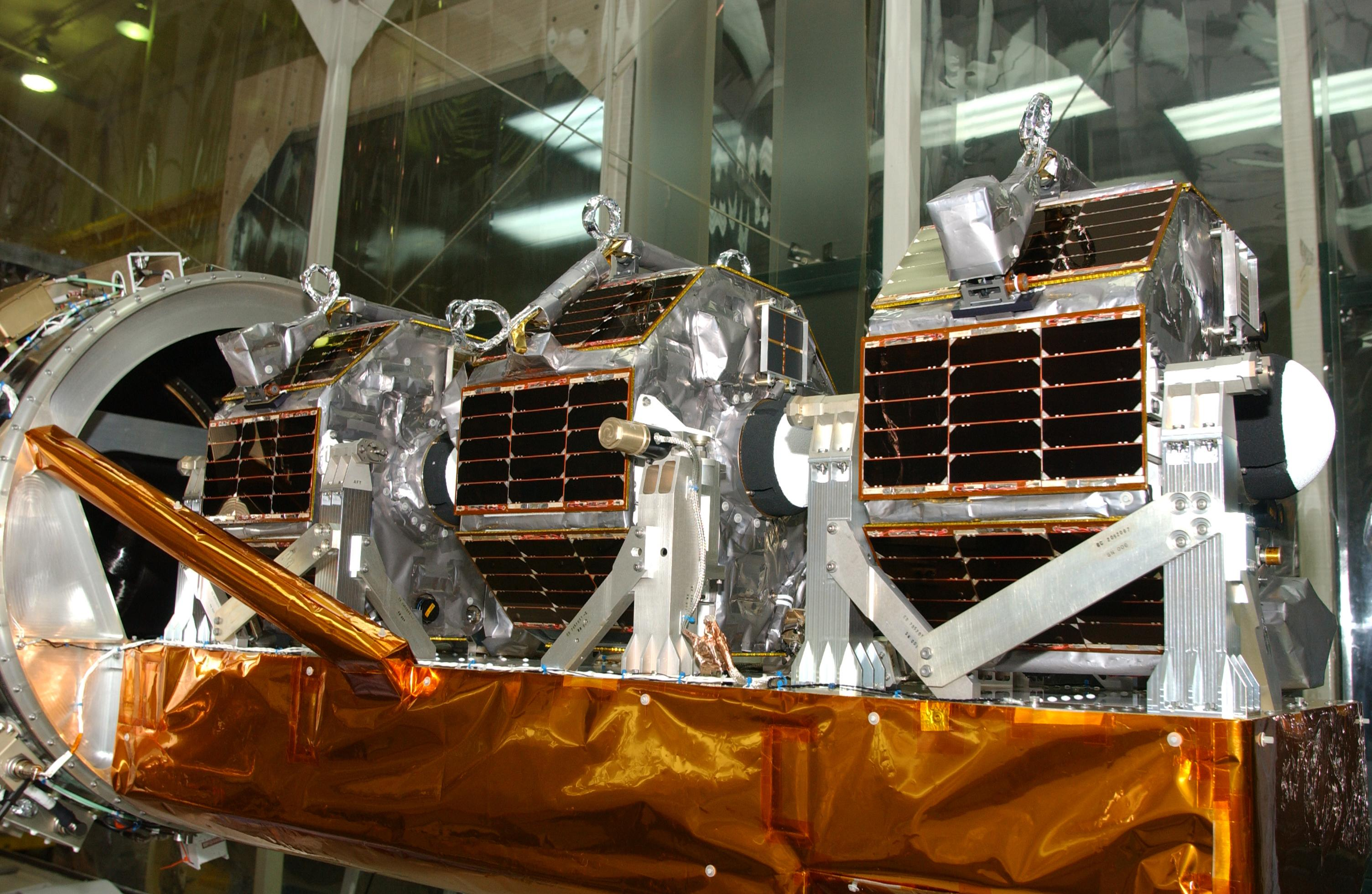
Tres microsatèl·lits de Space Technology 5

Els segments de nanosatèl·lits i microsatèl·lits de la indústria del llançament de satèl·lits han anat creixent ràpidament en els últims anys. Activitat de desenvolupament en el rang d'1–50 kg (2.2–110.2 lb) l'interval ha estat significativament superior al de 50–100 kg (110–220 lb).
Només en el rang 1–50 kg, es van llançar menys de 15 satèl·lits anualment entre el 2000 i el 2005, 34 el 2006, i després menys de 30 llançaments anuals entre el 2007 i el 2011. Aquest va augmentar a 34 llançats el 2012 i 92 llançats el 2013.
L'analista europeu Euroconsult projecta més de 500 petits satèl·lits que es llançaran el 2015-2019.
A mitjans de 2015, hi havia moltes més opcions de llançament disponibles per a petits satèl·lits, i els viatges com a càrregues útils secundàries s'havien fet més grans en quantitat i més fàcils de programar amb un avís més curt.
En un gir sorprenent dels esdeveniments, el Departament de Defensa dels EUA, que durant dècades ha adquirit satèl·lits pesats en cicles d'adquisició d'una dècada, està fent una transició als petits satèl·lits a la dècada de 2020. L'oficina d'adquisició i integració espacial va dir el gener de 2023 que "l'era dels satèl·lits massius ha d'estar al mirall retrovisor del Departament de Defensa" amb satèl·lits petits que s'adquireixen per a les necessitats del DoD en tots els règims orbitals, independentment del "ja sigui LEO MEO o GEO", tot apuntant a compres en menys de tres anys. Es considera que els satèl·lits més petits són més difícils d'orientar per a un enemic, a més de proporcionar més resistència mitjançant la redundància en el disseny d'una gran xarxa distribuïda d'actius de satèl·lits.